# Gabriel Guchet
Gabriel Guchet, né le 10 juillet 1874 à Clisson et mort le 8 septembre 1966 à Nantes, est un architecte français. Il est l’auteur d’immeubles d’habitation et d’un lycée à Nantes, ainsi que de l’hôtel des Postes d’Angers, Tours, Luçon et La Baule.

## Biographie
Gabriel Guchet est né en 1874 à Clisson, de Gabriel Jean Baptiste Guchet, instituteur, et de Marie Housset, propriétaire, son épouse,.
En 1928, il dessine les plans du lycée Gabriel-Guist'hau à Nantes.
Architecte régional des PTT, il signe les plans de l’hôtel des Postes de La Baule — 1936, avec l’architecte baulois Paul-Henri Datessen, — et de la Poste centrale d’Angers, achevée en 1937 et versée à l’Inventaire général du patrimoine culturel en novembre 2015,. Il est également l’auteur de la Poste centrale de Tours, avec l'architecte municipal Maurice Boille, construite de 1934 à 1937, et de celle de Luçon en 1938.
Il réalise ensuite, avec Gérard Guénault, l'une des plus anciennes cités HLM de Nantes (rue de l’Hermitage), livrée partiellement en février 1938 et achevée en 1939. 
Il meurt en 1966 à Nantes.